# برانکا کاتیچ
برانکا کاتیچ (انگلیسی: Branka Katić؛ زادهٔ ۲۰ ژانویهٔ ۱۹۷۰) یک هنرپیشه اهل صربستان است. وی از سال ۱۹۸۵ میلادی تاکنون مشغول فعالیت بوده‌است.
از فیلم‌ها یا برنامه‌های تلویزیونی که وی در آن نقش داشته است می‌توان به گربه سیاه، گربه سفید، شکستن و وارد شدن، دشمنان ملت، در ماه ژوئیه، موبیوس و راه‌های نرفته اشاره کرد.